# King’s Revels Children
The King’s Revels Children oder Children of the King’s Revels waren eine Truppe von jugendlichen Schauspielern der Jakobinischen Ära in London und waren lediglich in den Jahren 1607–1609 aktiv. Sie waren eine Truppe von Kinderschauspielern, den sogenannten Boy Actors, wie sie im ersten Jahrzehnt des 17. Jahrhunderts, zusammen mit den Children of Paul’s und den Children of the Chapel, recht populär waren.

## Geschichte
Die King’s Revels Children wurden bisweilen auch King’s Revels Company genannt, dies jedoch führte in der Forschung zu Verwechslungen mit einer anderen Theaterkompanie aus den 1630er Jahren, diese bestehend jedoch aus erwachsenen Schauspielern. Um Verwechslungen zu vermeiden, bevorzugen Gelehrte die namentliche Trennung beider Kompanien, indem sie das zeitlich später auftretende Ensemble King’s Revels Men nannten.
Die King’s Revels Children wurden 1607 von dem Dichter und Schriftsteller Michael Drayton und seinem Partner Thomas Woodford, Neffe des Schriftstellers Thomas Lodge, zusammengestellt. Woodford veräußerte später seine Anteile, um sich anderen Projekten zu widmen. Die Knaben traten am Whitefriars Theatre auf, wo Woodford auch Anteilseigner war. Das Repertoire entsprach dem anderer Boy Actor-Kompanien jener Zeit. Einige Wissenschaftler nehmen an, dass die King’s Revels Children einige der Children of Paul’s, welche nach 1606 nicht mehr in Erscheinung traten, in ihr Ensemble aufnahmen. Jedoch gilt dies als nicht gesichert. William Barkstead, ein Schriftsteller, Dichter und Schauspieler, welcher später mit den Lady Elizabeth’s Men und Prince Charles’s Men wirkte, könnte seine Karriere als Boy Actor bei den King’s Revels Children begonnen haben.

## Ende
Das Unternehmen scheint schon früh auf finanzielle Probleme gestoßen zu sein, sodass ihre Stücke, und damit die wertvollen Rechte daran, an Buchdrucker verkauft wurden; etwas, das Theaterkompanien der damaligen Zeit generell vermieden, da die Veröffentlichung den einzigartigen Wert ihres Grundvermögens, ihre Stücke, minderte. Die Finanzlage des Unternehmens verschlechterte sich und es kam 1609 zu einem Rechtsstreit zwischen seinen Geldgebern, was die Auflösung der Truppe mit sich brachte.

## Repertoire
Trotz ihres kurzen Lebens erwarben die King’s Revels Children in ihren aktiven Jahren ein interessantes Repertoire an Theaterstücken.  Sie sind im Folgenden mit dem Jahr der Erstveröffentlichung und dem Datum der Eintragung in das Stationers’ Register aufgeführt, sofern dieses verfügbar ist.
- Cupid’s Whirligig, Edward Sharpham; lizenziert 29. Juni 1607; gedruckt 1607
- The Family of Love, Lording Barry; 12. Oktober 1607; 1608
- Humour Out of Breath, John Day; 12. April 1608; 1608
- The Dumb Knight, Gervase Markham und Lewis Machin; 6. Oktober 1608; 1608
- Every Woman In Her Humour, Lewis Machin?; 1609
- The Two Maids of Moreclack, Robert Armin; 1609
- The Turk, John Mason; 10. März 1609; 1610
- Ram Alley, Lording Barry; 9. November 1610; 1611

Das Stück Humour Out of Breath enthält eine mögliche Anspielung auf Shakespeares Timon of Athens, was auch half, das Stück von Shakespeare zeitlich einzuordnen.